# حشره‌خوار مشکین پیترس
حشره‌خوار مشکین پیترس (نام علمی: Crocidura gracilipes) نام یک گونه از سرده حشره‌خوارهای دندان‌سفید است.